# Konrad Paciorkowski
Konrad Paciorkowski (ur. 25 stycznia 1968 w Lublinie) – polski piłkarz występujący na pozycji bramkarza.

## Kariera piłkarska
Konrad Paciorkowski rozegrał 117 spotkań w Ekstraklasie. Na tym szczeblu rozgrywkowym grał w trzech zespołach: w latach 1988–1990 w Olimpii Poznań, trzy lata później przez dwa sezony w Siarce Tarnobrzeg, a następnie w roku 1995 w GKS-ie Bełchatów. Pod koniec kariery grał w dwóch amatorskich niemieckich drużynach: SV Ortenberg i Schwarz-Weiß Rehden.
W latach 2006–2010 występował w Iskrze Sobów Tarnobrzeg, z którą grał w IV lidze i w klasie okręgowej.

### Statystyki
| Klub                | Sezon            | Rozgrywki         | Mecze | Bramki |
| ------------------- | ---------------- | ----------------- | ----- | ------ |
| Avia Świdnik        | 1985/86          | III liga          |       |        |
| Avia Świdnik        | 1986/87          | II liga           |       |        |
| Avia Świdnik        | 1987/88          | II liga           |       |        |
| Olimpia Poznań      | 1987/88          | I liga            | 9     | 0      |
| Olimpia Poznań      | 1988/89          | I liga            | 25    | 0      |
| Olimpia Poznań      | 1989/90          | I liga            | 18    | 0      |
| Siarka Tarnobrzeg   | 1990/91          | II liga           | 35    | 0      |
| Siarka Tarnobrzeg   | 1991/92          | II liga           | 29    | 0      |
| Siarka Tarnobrzeg   | 1992/93          | I liga            | 32    | 0      |
| Siarka Tarnobrzeg   | 1993/94          | I liga            | 20    | 0      |
| Granica Chełm       | 1994/95          | III liga          |       |        |
| GKS Bełchatów       | 1995/96          | I liga            | 13    | 0      |
| GKS Bełchatów       | 1996/97          | I liga            | 0     | 0      |
| Stal Stalowa Wola   | 1996/97          | II liga           | 6     | 0      |
| GKS Bełchatów       | 1997/98          | II liga           | 0     | 0      |
| Avia Świdnik        | 1997/98          | II liga           | 30    | 0      |
| RKS Radomsko        | 1998/99          | II liga           | 20    | 0      |
| RKS Radomsko        | 1999/00          | II liga           | 20    | 0      |
| Garbarnia Kurów     | 2000/01          | IV liga           |       |        |
| Siarka Tarnobrzeg   | 2001/02          | III liga          |       |        |
| Siarka Tarnobrzeg   | 2002/03          | III liga          |       |        |
| SV Ortenberg        | 2003/04          |                   |       |        |
| Iskra Sobów         | 2004/05          | Klasa okręgowa    |       |        |
| Schwarz-Weiß Rehden | 2004/05          | Niedersachsenliga |       |        |
| Iskra Sobów         | 2005/06          | Klasa okręgowa    |       |        |
| Iskra Sobów         | 2006/07          | IV liga           |       |        |
| Iskra Sobów         | 2007/08          | Klasa okręgowa    |       |        |
| Iskra Sobów         | 2008/09          | Klasa okręgowa    |       |        |
| Iskra Sobów         | 2009/10          | Klasa okręgowa    | 7     | 0      |
| Iskra Sobów         | 2010/11          | Klasa okręgowa    | 1     | 0      |
| Razem w I lidze:    | Razem w I lidze: | Razem w I lidze:  | 117   | 0      |